# Thomas Preston (capitán)

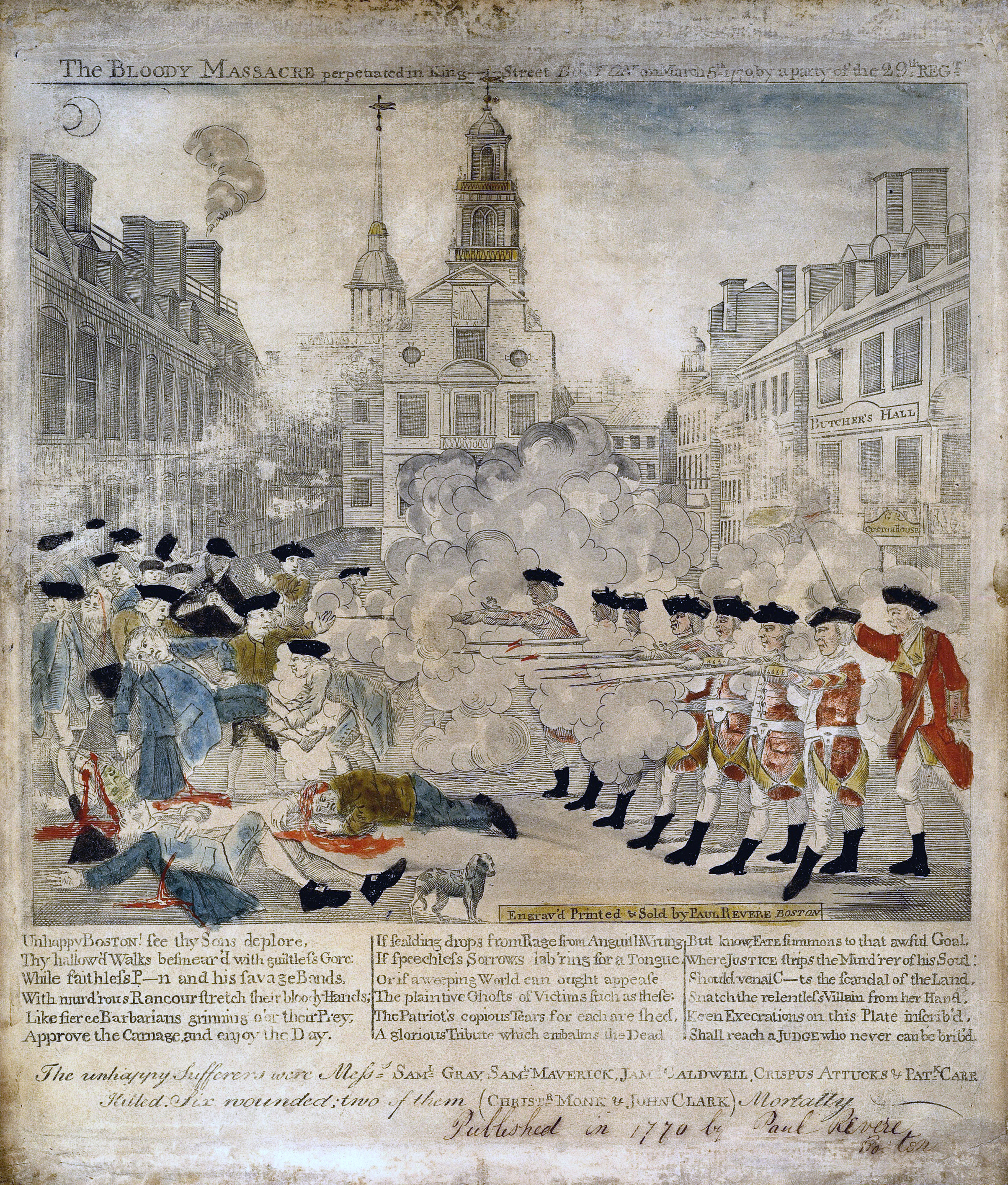
La masacre de Boston según Henry Pelham, donde se representa a Preston como oficial al mando del grupo de soldados que disparó contra la multitud.

El capitán Thomas Preston (c. 1722-c. 1798) fue un oficial británico del Regimiento n.º 29 de Infantería que estuvo presente en la llamada «masacre de Boston» del 5 de marzo de 1770. Juzgado por el tribunal de Massachusetts en Boston, fue declarado no culpable de todos los cargos, siendo John Adams, el futuro segundo presidente de Estados Unidos su abogado. Dos de sus hombres, Hugh Montgomery y Mathew Kilroy, fueron declarados culpables de homicidio y marcados en el pulgar con un hierro candente. El jurado no pudo probar si Preston había realmente ordenado a sus soldados disparar a los organizadores del disturbio. La decisión del jurado da a entender que creía que los soldados fueron claramente provocados pero, que su uso de la fuerza fue desmesurado.
De origen irlandés, descendiente de protestantes asentados en Irlanda, tras el veredicto, Preston se retiró del ejército y se estableció supuestamente en Irlanda, si bien Adams manifestó haberle visto en Londres en los años 1780.